# 殿ダム
殿ダム（とのダム）は、鳥取県鳥取市、一級水系千代川水系袋川に建設されたダムである。
国土交通省中国地方整備局が管理を行う国土交通省直轄ダムであり、千代川水系の治水と鳥取市への利水を目的とした特定多目的ダム法に基づく特定多目的ダムとして建設された、高さ75メートルのロックフィルダム。ダムによって形成された人造湖は、万葉集の編者である大伴家持が最後の歌を現在の鳥取市国府町にあたる地域で詠んだことから因幡万葉湖（いなばまんようこ）と命名された。

## 概要
鳥取県東部を流れる袋川は、鳥取市の扇ノ山に端を発し、千代川へと合流する、千代川の支流である。流域では農業・工業用水の不足や、洪水の頻発といった課題が生じていた。国直轄による河川改修事業が実施されることとなり、治水・利水双方の目的から殿ダムの建設が計画され、2011年（平成23年）に完成した。
ダムに隣接して殿ダム管理所が設置されており、8時半から17時15分の間ダムカードの配布を行っている。

## 周辺
周辺には森林が広がる。
- 殿ダム交流館

## アクセス
最寄りのJR山陰本線鳥取駅から自動車で約25分、鳥取ICから約30分。日ノ丸バス中河原線（路線番号：80・81・82・83・84）山崎橋バス停留所下車徒歩約5分。